# Renato Roberti
Renato Roberti (Castiglioncello, 5 gennaio 1921 – Livorno, 20 febbraio 1997) è stato un presbitero e partigiano italiano.
È stato un partigiano toscano attivo nella resistenza italiana nel Movimento Cristiano-Sociale.

## Gli anni giovanili e la Resistenza
Per cause belliche compì i primi due anni di teologia presso il seminario di San Miniato, e dal novembre 1934 entrò nel seminario di Livorno. Dal 1934 al 1941 frequentò il Ginnasio e il Liceo classico.
Durante la guerra nacque, in Toscana, il Gruppo dei cristiano-sociali. Questo ebbe un'intensa attività e frequenti collegamenti con gli altri gruppi di partigiani.
Roberti ne diventa parte nel 1943 e ne diviene capo nel 1944, non ancora sacerdote, quando il suo maestro e collaboratore don Roberto Angeli viene deportato dai Nazisti. Nella sua attività di staffetta partigiana riesce in varie occasioni a salvare alcune famiglie di religione ebraica consegnando loro carte di identità false con falsa indicazione di appartenenza religiosa, che a quel tempo doveva essere indicata sui documenti.
Don Angeli, parlando della loro amicizia, in un'occasione disse di lui:

## Rinascita
In questo periodo portò il suo contributo alla pubblicazione di “Rinascita”, frutto della Resistenza dei giovani cattolici, agli opuscoli riguardanti la dottrina sociale e al Circolo culturale di Santa Giulia.
Qui si elaborava, da parte soprattutto di don Angeli, l'approfondimento filosofico intorno alla mistica ideologica nazista. La riflessione porta il Movimento Cristiano-Sociale a prendere coscienza dell'antiumanità e anticristianità del nazifascismo e a passare alla lotta partigiana.

## Il sacerdozio
Il 28 ottobre 1945, festa di Cristo Re, fu ordinato sacerdote nel santuario di Montenero da monsignor Giovanni Piccioni.
Il primo novembre 1945 celebrò la sua prima messa nella sua chiesa parrocchiale di Castiglioncello. Il giorno precedente era stato nominato vicario cooperatore di don Roberto Angeli nella parrocchia di San Jacopo in Acquaviva in Livorno. In questo periodo fu caporedattore del giornale livornese Fides, fondato e diretto da don Angeli, che li vide insieme in tante lotte culturali, politiche, religiose sempre orientate verso grandi temi ideali e sociali.
Collaborò alla fondazione del Comitato Livornese Assistenza e ne fu per molti anni presidente.
Nel 1950 fu nominato parroco di San Matteo, dove rifondò il circolo operaio “Fede e Lavoro” che era nato nel 1908 (si veda "Il Tirreno" del 03/09/2008). Qui, fino alla sua morte, si dedicò all'educazione di intere generazioni di giovani, formandoli dal punto di vista religioso, sociale e culturale. Accolse in parrocchia il gruppo dei “Cristiano-sociali” che trovarono così in san Matteo la loro sede d'incontro stabile.
Dal 1947 al 1980, inoltre, insegnò Religione al liceo Classico “Niccolini-Guerrazzi” di Livorno. Fu un professore amato dai suoi alunni, che gli attribuivano grande cultura e grande carisma, oltre che un carattere cordiale e ottimista. Molti si dichiararono spinti a proseguire o approfondire gli studi grazie alla sua presenza educativa.
La sua passione verso la comunicazione, e la scrittura in particolare, lo portarono, dal 1989, a scrivere articoli sull'attualità politica, religiosa, sociale sul periodico “La Darsena Toscana”.
Morì nella “sua” san Matteo il 20 febbraio 1997. Fu sepolto tra la sua gente nel Cimitero comunale dei Lupi, dove fu accompagnato a piedi, con grande partecipazione popolare di migliaia di persone.
Dopo la sua morte i suoi scritti sono stati raccolti nel volume “Ai confini dell'ortodossia”.